# Lippistes cornu
Lippistes cornu is een slakkensoort uit de familie van de Capulidae. De wetenschappelijke naam van de soort werd voor het eerst geldig gepubliceerd in 1791 door Gmelin.